# PGC 1797966
LEDA/PGC 1797966 ist eine Galaxie im Sternbild Pegasus nördlich der Ekliptik, die schätzungsweise 1,6 Milliarden Lichtjahre von der Milchstraße entfernt ist. Im selben Himmelsareal befinden sich u. a. die Galaxien NGC 7765, NGC 7766, NGC 7767, NGC 7768.